# Karabin maszynowy Colt CMG-2
Colt Machine Gun 2 (CMG-2) – prototypowy ręczny karabin maszynowy zaprojektowany w latach 60. XX wieku
Po wprowadzeniu w latach 60. do uzbrojenia United States Armed Forces karabinu szturmowego M16 kalibru 5,56 mm w firmie Colt rozpoczęto prace nad skonstruowaniem rkm-u zasilanego taką samą amunicją. Początkowo zespół konstruktorów którym kierował Robert E. Roy starał się maksymalnie wykorzystać podzespoły M16, ale okazało się, że prototypowy CMG-1 ma bardzo niską niezawodność. Po zakończeniu testów CMG-1 rozpoczęto prace nad kolejnym prototypem. Tym razem zespołem kierowali George F. Curtis i Henry J. Tatro (Jr.), a konstrukcja nowej broni łączyła rozwiązania zastosowane w karabinach maszynowych LK vz. 52 i vz. 59 (mechanizm zasilania), M60 (węzeł gazowy) i Lewis.
Prototyp LMG-2 był gotowy w listopadzie 1967 roku. Nowa broń była testowana przez Armię Stanów Zjednoczonych, ale została odrzucona w grudniu 1969 roku, ponieważ uznano, że w porównaniu z karabinami maszynowymi zasilanymi nabojem 7,62 mm NATO siła ognia i skuteczna donośność jest zbyt niska. W marcu 1970 roku chęć przetestowania CMG-2 wyraziła US Navy poszukująca lekkiej broni maszynowej dla oddziałów US Navy Seals. Testy rozpoczęto w maju i po ich zakończeniu w sierpniu tego roku trzy lekko zmodyfikowane CMG-2 przekazano do jednostki Navy Seals w celu przeprowadzenia testów polowych. W kwietniu 1971 roku CMG-2 otrzymał oficjalne oznaczenie Gun Machine, 5.56 Milimeter, EX-27 Mod 0. W grudniu tego roku konstruktorzy otrzymali patent na swoją konstrukcję.
W następnych latach Colt deklarował gotowość podjęcia produkcji seryjnej CMG-2, ale żadna formacja zbrojna nie zdecydowała się na wprowadzenie tej broni do swojego uzbrojenia.

## Opis
LMG-2 był bronią bronią samoczynną. Zasada działania automatyki oparta na odprowadzaniu części gazów prochowych przez boczny otwór lufy. Zasilanie przy pomocy rozsypnej taśmy o pojemności 150 naboi. Lufa zakończona szczelinowym tłumikiem płomieni. Pod lufa, do komory gazowej mocowany był dwójnóg. LMG-2 był wyposażony w dwa chwyty pistoletowe, i kolbę. Przyrządy celownicze mechaniczne (celownik ramkowy i muszka).